# Elecciones municipales de 2019 en Montalbán de Córdoba
Las elecciones municipales de 2019 se celebraron en Montalbán de Córdoba el domingo 26 de mayo, de acuerdo con el Real Decreto de convocatoria de elecciones locales en España dispuesto el 1 de abril de 2019 y publicado en el Boletín Oficial del Estado el día 2 de abril. Se eligieron los 11 concejales del pleno del Ayuntamiento de Montalbán de Córdoba, a través de un sistema proporcional (método d'Hondt), con listas cerradas y un umbral electoral del 5 %.

## Candidaturas
En el pueblo se presentaron tres candidaturas, IU Andalucía con el anterior alcalde durante dos candidaturas seguidas, Miguel Ruz Salces a la cabeza; el Partido Popular con Alfonso Ruz Infante a la cabeza y el PSOE con Rafael Espinosa Cabello a la cabeza.
| PSOE-A                      | IU ANDALUCÍA                  | PP                                     |
| Rafael Espinosa Cabello     | Miguel Ruz Salces             | Alfonso Ruz Infante                    |
| Josefa Gil Río              | Antonia García González       | Rafael de los Santos Ríder Jiménez     |
| Juan Cantillo Moreno        | Jesús Muñoz Ruz               | Salvador Ruz García                    |
| Antonia Luz del Pino Cañete | Alejandra Olivares Valle      | Inmaculada Concepción Espinosa Moslero |
| Jesús Carmona García        | José Gálvez Jiménez           | Dulcenombre de Jesús Bascón Ruz        |
| Dolores Soler Romero        | Juana Jiménez Castillero      | Gonzalo García Gálvez                  |
| Juan Cañete Salces          | José Antonio Muñoz Estepa     | Antonia Ruz Estepa                     |
| Eulogia Gutiérrez Marín     | Francisco Javier Moreno Osuna | María Ángeles Villagran García         |
| Juan Prieto Espinosa        | María Josefa Gálvez Jiménez   | Andrea Ruz Infante                     |
| Juan Rodríguez Jiménez      | Dolores Muñoz Sillero         | Francisco Javier Arjona Chacón         |
| Alfonso Cantillo Zamorano   | Estrella Soler Estepa         | Francisco Jiménez Delgado              |
| Suplentes                   |                               |                                        |
| Sin suplentes               | José Muñoz Soler              | Sin suplentes                          |
|                             | Isabel María Valle Jiménez    |                                        |
|                             | José Castro Ortega            |                                        |

## Resultados
Tras las elecciones, IU Andalucía mantuvo su mayoría absoluta en el consistorio con 7 escaños, uno menos que en los comicios anteriores.
| Candidatura                          | Candidatura                              | Votos | %                                       | Escaños                                 |
| ------------------------------------ | ---------------------------------------- | ----- | --------------------------------------- | --------------------------------------- |
|                                      | IU Andalucía (IU)                        | 1627  | 59,90                                   | 7                                       |
|                                      | Partido Popular (PP)                     | 688   | 25,33                                   | 3                                       |
|                                      | Partido Socialista Obrero Español (PSOE) | 355   | 13,07                                   | 1                                       |
| Votos en blanco                      | Votos en blanco                          | 46    | 1,69                                    | n/a                                     |
| Votos válidos                        | Votos válidos                            | 2670  | 100,00                                  | 11                                      |
| Votos nulos                          | Votos nulos                              | 62    | Participación: · \| \| 74,04 % \| 0,08% | Participación: · \| \| 74,04 % \| 0,08% |
| Votantes                             | Votantes                                 | 2778  | Participación: · \| \| 74,04 % \| 0,08% | Participación: · \| \| 74,04 % \| 0,08% |
| Electores                            | Electores                                | 3752  | Participación: · \| \| 74,04 % \| 0,08% | Participación: · \| \| 74,04 % \| 0,08% |
| Referencias: Ministerio del Interior |                                          |       |                                         |                                         |
|                                      | 74,04 %                                  |       |                                         |                                         |

## Concejales electos
| N.º | Nombre                             | Lista | Lista |
| --- | ---------------------------------- | ----- | ----- |
| 1   | Miguel Ruz Salces                  |       | IU    |
| 2   | Antonia García González            |       | IU    |
| 3   | Alfonso Ruz Infante                |       | PP    |
| 4   | Jesús Muñoz Ruz                    |       | IU    |
| 5   | Alejandra Olivares Valle           |       | IU    |
| 6   | Rafael Espinosa Cabello            |       | PSOE  |
| 7   | Rafael de los Santos Rider Jiménez |       | PP    |
| 8   | José Gálvez Jiménez                |       | IU    |
| 9   | Juana Jiménez Castillero           |       | IU    |
| 10  | José Antonio Muñoz Estepa          |       | IU    |
| 11  | Salvador Ruz García                |       | PP    |